# Estação Prospekt Mira (linha Kalujsko-Rijskaia)
Prospekt Mira (em russo:  Проспект Мира) é uma das estações da linha Kalujsko-Rijskaia (Linha 6) do Metro de Moscovo, na Rússia. Estação «Prospekt Mira» está localizada entre as estações «Sukharevskaia» e «Rijskaia».